# Muhavka, Ciortkiv
Muhavka (în ucraineană Мухавка) este o comună în raionul Ciortkiv, regiunea Ternopil, Ucraina, formată numai din satul de reședință.

## Demografie
Componența lingvistică a comunei Muhavka
     Ucraineană (98,16%)
     Rusă (1,84%)
Conform recensământului din 2001, majoritatea populației comunei Muhavka era vorbitoare de ucraineană (98,16%), existând în minoritate și vorbitori de rusă (1,84%).